# Фелипе Бертран Серрано
Фелипе Бертран Серрано (в других документах — Фелипе Бертран-и-Гарсиа и Фелипе Бертран-и-Казанова) (исп. Felipe Beltrán Serrano; 19 октября 1704, Сьерра-Энгарсеран, Валенсия — 30 ноября 1783, Мадрид) — испанский католический религиозный деятель, епископ Саламанки (1763—1783). Великий инквизитор Испании с 1775 по 1783 год. педагог, профессор философии.

## Биография
Сын бедных родителей. Благодаря покровительству вельможи, в 1721 году поступил в Университет Валенсии. Изучал христианское богословие, в 1727 году получил степень магистра теологии. В 1728—1735 годах преподавал томизм. В 1735 году стал профессором философии, занимал кафедру до упразднения её в 1738 году. В 1739 году, благодаря покровительству того же Хинеса Рабаса Переллоса, маркиза Дос Акваса, был назначен приходским священником в Бетера, позже, священником в Масамагрель. В 1759 году занял должность каноника собора Валенсии.
18 июля 1763 года назначен епископом Саламанки и был рукоположён в епископы 25 сентября 1763 года. Боролся с янсенизмом в Испании. Был сторонником изгнания иезуитов из Испании в 1767 году.
24 декабря 1774 года стал Великим инквизитором Испании. Выступал в защиту Пабло де Олавиде.
В 1780 году награждён орденом Карлоса III.
За время его пребывания в должности был приведён в исполнение последний смертный приговор, вынесенный испанской инквизицией (в 1781 году в Севилье).